# Усть-Кажа
Усть-Кажа́ (рос. Усть-Кажа) — село у складі Красногорського району Алтайського краю, Росія. Адміністративний центр Усть-Кажинської сільської ради.

## Населення
Населення — 700 осіб (2010; 865 у 2002).
Національний склад (станом на 2002 рік):
- росіяни — 95 %